# Manufacture d'armes de Charleville
La Manufacture d'armes de Charleville  ou Manufacture royale de Charleville, créée en 1675, était une entreprise française d'armement située à Charleville (Ardennes), avec un réseau d'artisans et de multiples ateliers de la vallée de la Meuse, notamment à Nouzon (aujourd'hui Nouzonville). Les célèbres fusils et pistolets ardennais de la Manufacture royale puis de la Manufacture impériale de Charleville ont parcouru le monde et les exemplaires existants restent très recherchés par les collectionneurs.

## Historique

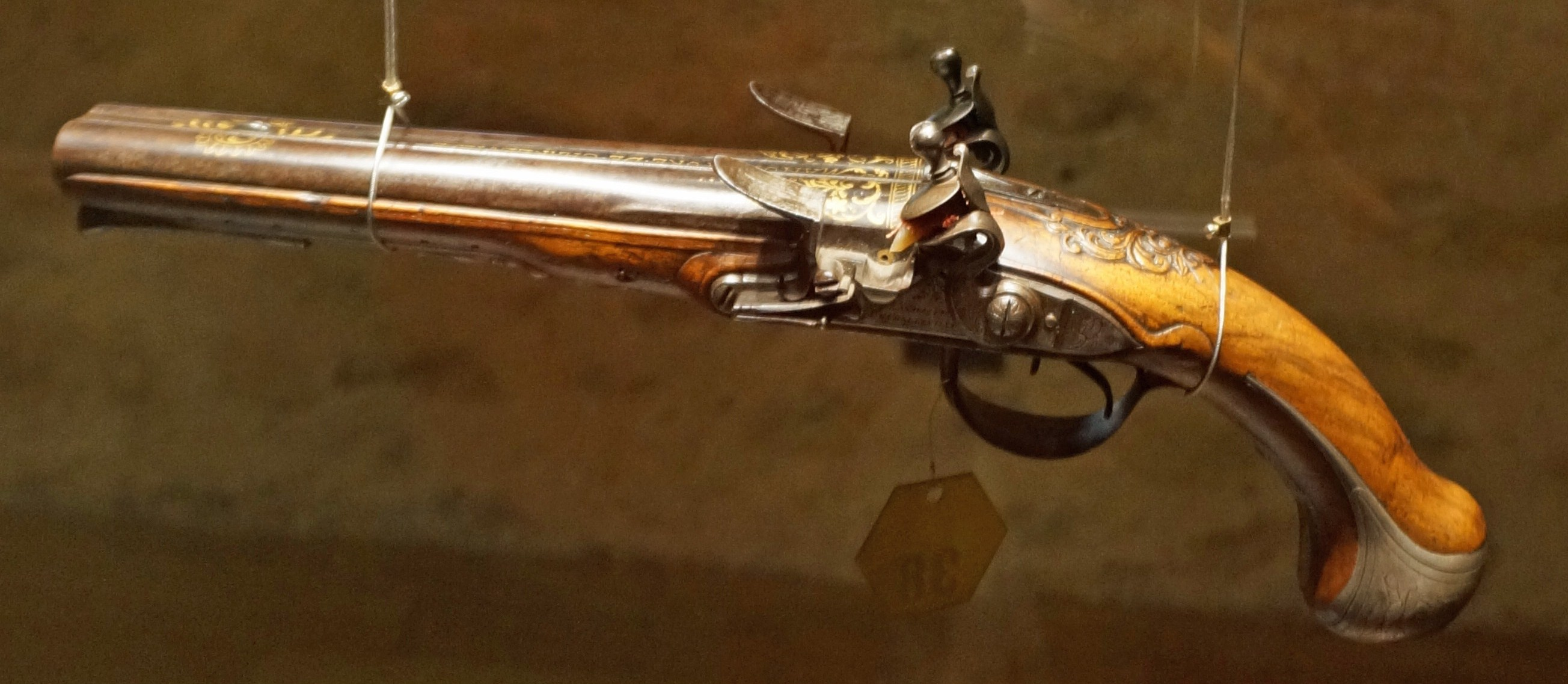
Pistolet double signé Fournier.

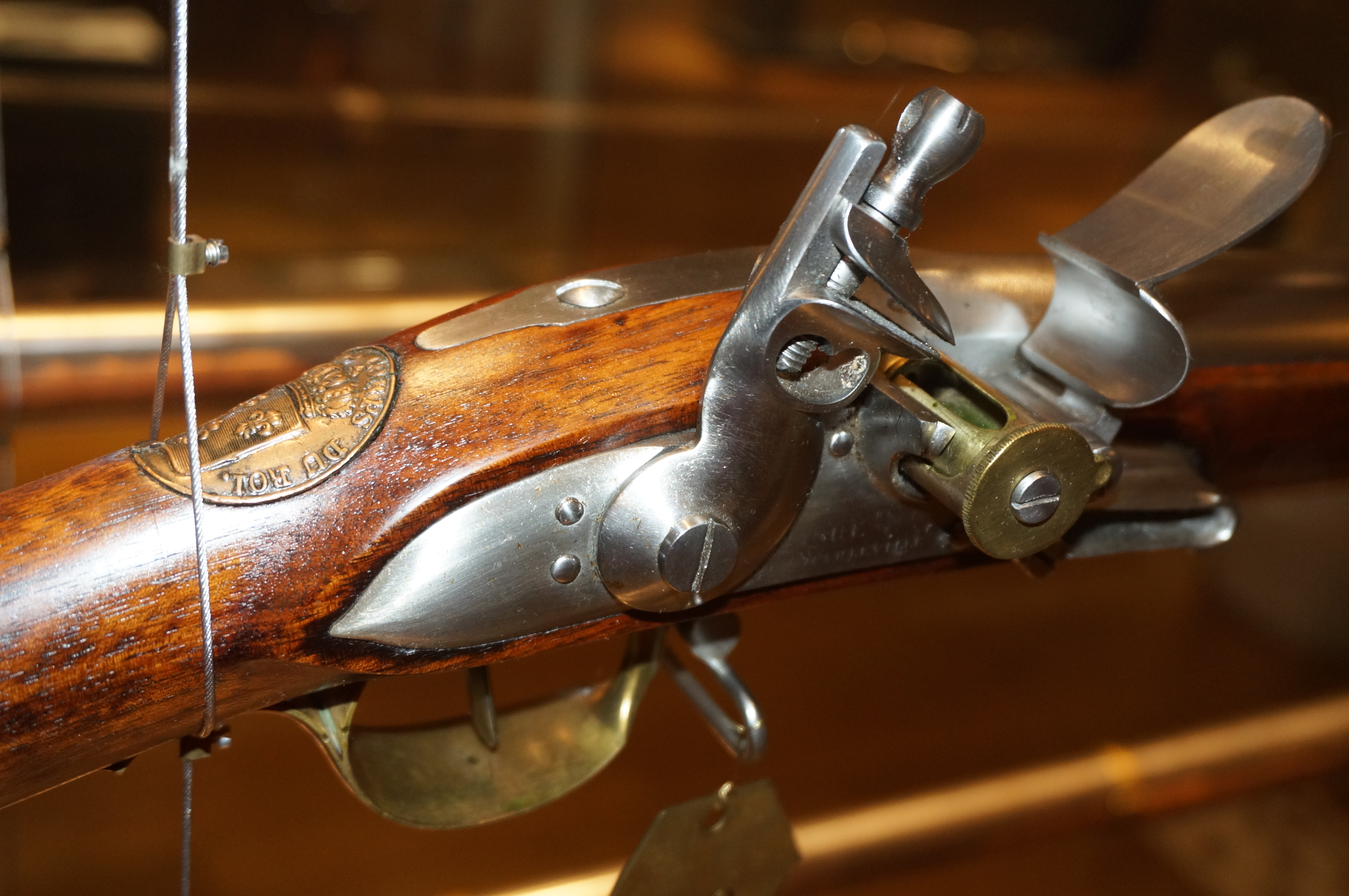
Fusil de 1816 de gardes du corps du Roi, Musée de l'Ardenne.

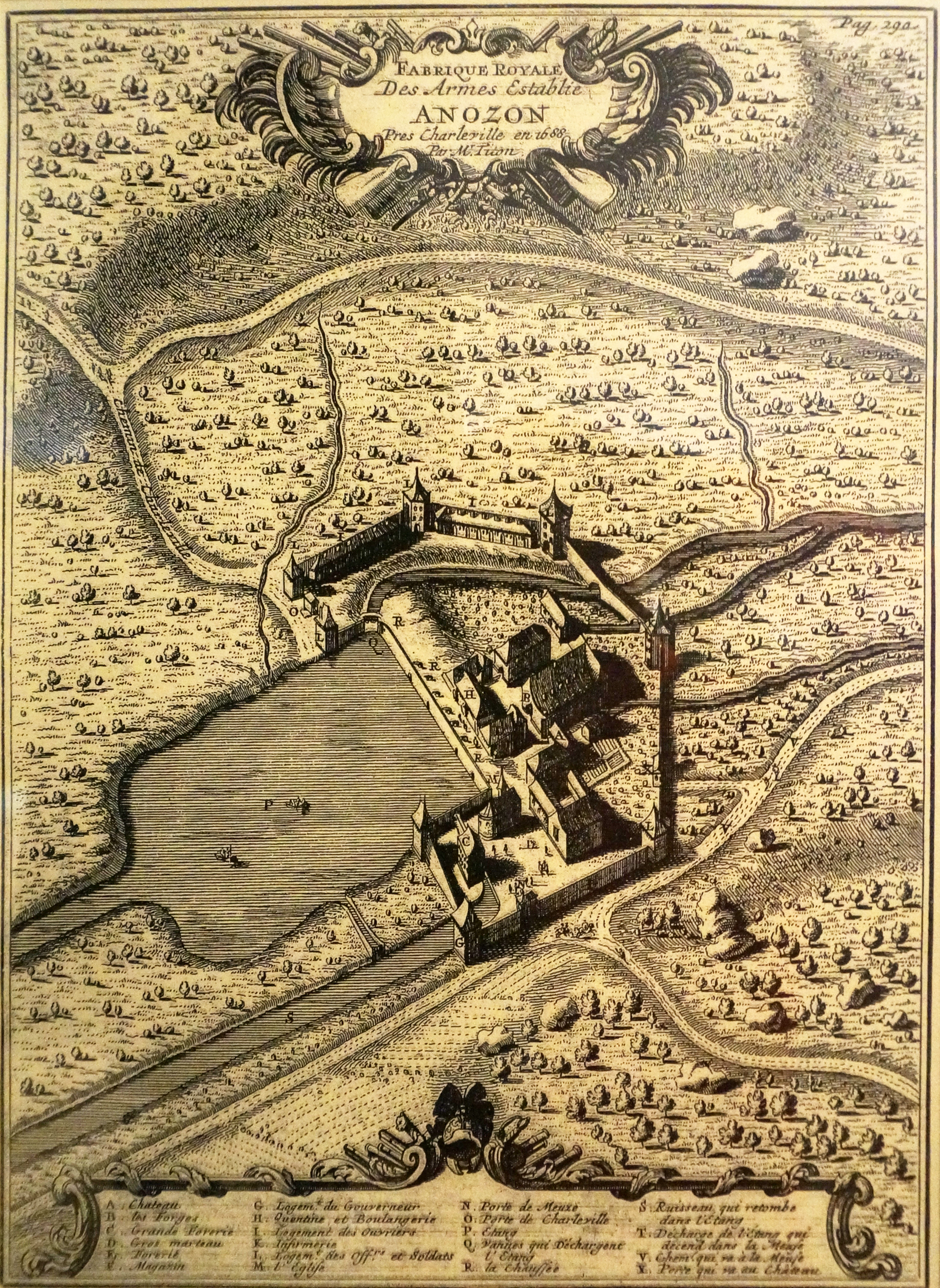
La fabrique de Nouzon avec le château, la forge et la retenue d'eau.

Les guerres successives du XVIIe siècle et XVIIIe siècle obligent le Royaume à se doter de manufactures d'armes. La première est celle de Charleville. Charleville est une cité nouvelle, construite à partir de 1606, par Charles de Gonzague, duc de Nevers et de Rethel, pour rivaliser avec Sedan, ville protestante. En 1667, Louvois, qui exerce avec son père la charge de Secrétaire d'État à la Guerre, organise un réseau de récupération d'armes fabriquées par de multiples artisans et façonniers autour de Charleville. En 1675, une fabrique est créée à Charleville par le directeur général des manufactures et magasins royaux d'armes Maximilien Titon et le négociant Toussaint Fournier. En 1688, le privilège de Manufacture royale est accordé à la ville, ainsi qu'un magasin rue de Nevers, dirigé par Victor Fournier, qui fournira exclusivement des armes à feu pour le roi. Les armes sont montées à Charleville à partir de pièces produites dans deux autres établissements principaux, implantés à Nouzon sur la Goutelle, et à Mohon, au lieu-dit Moulin-Leblanc, mais aussi dans de multiples «boutiques» d'artisans façonniers de la vallée de la Meuse et de la Semoy. 
Le 24 juin 1717, la Manufacture a l'honneur de recevoir la visite d'un des plus grands souverains d'Europe, Pierre Ier de Russie. L'empereur russe, arrivé la veille de Paris, est sans doute intéressé par la ville nouvelle de Charleville, étant lui-même le bâtisseur d'une autre ville nouvelle, Saint-Pétersbourg. Mais il a tenu également à inclure dans ce passage en Ardennes la découverte de cette fabrique d'armes. C'est Victor Fournier qui accueille cet hôte exceptionnel et curieux. S'il peut observer les ouvriers à l’œuvre, aucun fusil n'est remis au tsar, pour protéger les secrets de fabrication et les choix de l'armée royale française, cette année 1717 étant celle d'un nouveau modèle de fusil, un modèle dont chaque pièce et chaque proportion sont précisément réglementés, marquant les prémices d'une longue série, les modèles 1743, puis 1746, 1754, 1763,  1766, et le célèbre modèle 1777. 
Le fusil Charleville, dans ses différents modèles, a servi aux troupes françaises sur les champs de bataille européens, mais aussi en Amérique du Nord, notamment pour les troupes commandées par le maréchal de Montcalm, tué au siège de Québec  par les Anglais en septembre 1759, et à la bataille de Yorktown en octobre 1781, où le lieutenant général de Rochambeau, envoyé par Louis XVI à la tête de 10 800 Français, et le général américain George Washington, assisté d'ingénieurs du génie de Mézières, avec 6 500 hommes, battirent les Anglais de Lord Cornwallis, ce qui mettra fin à la guerre d'indépendance américaine, qui durait depuis 1775. Le traité sera signé à Paris le 3 septembre 1783. À cette époque la production était de 20 000 armes par an et beaucoup furent données aux Patriots américains par la France. Les Américains fabriqueront des copies du modèle « Charleville 1777 », dans leur fabrique de Springfield Armory, située dans la ville du même nom, dans le Massachusetts, le premier centre de fabrication d'armes à feu militaires américaines. Ces fusils Springfield U.S constitueront leurs premières armes réglementaires. En France, pendant la Révolution, Charleville deviendra "Libreville" et les platines seront gravées de ce nom sur une courte période. Sous le Premier Empire, la production augmente sans cesse à Charleville et atteint 50 000 armes pour l'année 1812. 1 700 ouvriers y sont alors employés, c'est l'apogée de la Manufacture. En 1816, la Restauration et la paix en Europe amènent la Manufacture à fabriquer des armes en moindre quantité mais des armes d'exception, dont les très rares fusils des gardes du corps du Roi.
La manufacture sera fermée en 1836 car jugée trop près des nouvelles frontières de 1815 en cas d'invasion. La fermeture de cette entreprise provoque la ruine de nombreux autres entrepreneurs et artisans ardennais.

## Les armes produites
On estime que la  Manufacture de Charleville a produit  environ 72 modèles de fusils et 24 modèles de pistolets. 
En 1717 sort la première arme réglementaire (approuvée comme arme de guerre par l'armée), un fusil à poudre noire dont les cotes de chaque pièce sont définies dans un règlement et des matrices, de façon à garantir leur standardisation et leur interchangeabilité. Il est équipé d'une baïonnette, une lame triangulaire, non évidée longue de 14 pouces (38 cm), surnommée « la fourchette » dont la base est un système à douille, qui s'enclenche en trois mouvements sur un tenon fixé au bout du canon. À cette époque, le fusil d'infanterie mesure 1,60 m et pèse près de 5 kg, d'un canon lisse de calibre 69 (17,50 mm) qui tire une bille (balle ronde) en plomb de 17,25 mm, propulsée à plus de 100 m par l'explosion de 4 à 8 grammes de poudre noire chargée par la bouche du canon avec une baguette en fer qui sert également au nettoyage. Cette explosion est amorcée par un système à platine dont le chien est pourvu d'un silex blond, venant frapper le couvercle du bassinet qui produit l'étincelle et enflamme la poudre par la lumière percée dans la culasse (fond du canon). Le silex est à changer tous les 50 à 60 coups environ. Le modèle 1717 sera rapidement amélioré par Monsieur de Lavallière et de son adjoint, Monsieur Reynier en 1728.

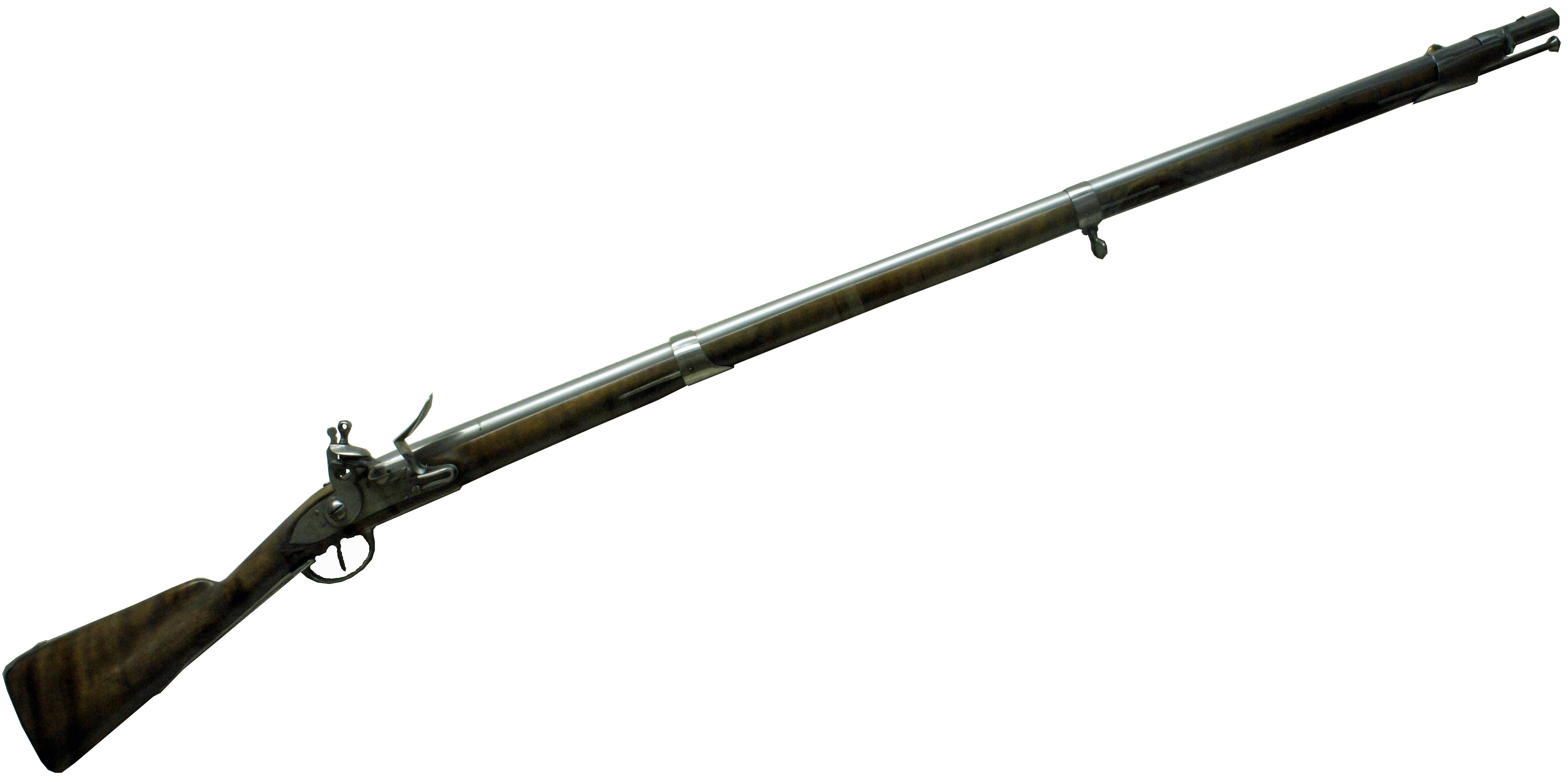
Fusil Charleville modèle 1766 présenté au Musée Saint-Remi de Reims.

En 1743 sont fabriqués400 fusils d'un modèle particulier conçu par le Maréchal de Saxe. Ces fusils sont perfectionnés progressivement, avec le modèle de 1746 puis de 1754. Le modèle 1754 est à son tour remplacé en 1763 par un fusil plus léger de 4,5 kg et plus court de 1,56 m, appelé « le Charleville ». En 1766, il bénéficie encore de quelques améliorations d'allègement et de platine, mises au point par Monsieur de Montbelliard, directeur à l'époque. Quelque 140 000 armes de ce type seront fabriquées. 
Puis il est remplacé par le fameux « 1777 Charleville » raccourci à 1,520 m pour le modèle infanterie et à 1,40 m pour le modèle « Dragon », cavaliers qui peuvent se battre à pied. Il sera fabriqué à plus de 2 millions d'exemplaires. Les soldats expérimentés peuvent recharger et tirer 3 coups par minute, grâce au canon lisse qui facilite le bourrage de la bille, insérée dans la cartouche en papier contenant la poudre. Le soldat doit déchirer l'extrémité de la cartouche avec les dents, remplir le bassinet de poudre et refermer le couvre bassinet maintenu par un ressort, vider le reste de poudre dans la bouche du canon, pousser la bille et le papier au fond avec une baguette en fer. Les grognards, vieux grenadiers de la garde d'élite de L'Empereur, pouvaient dit-on, tirer jusqu'à 4 coups par minute tout en marchant sur l'ennemi. La dernière charge se faisait à la baïonnette, dont les Français étaient passés maîtres. 
Parmi les autres armes fabriquées, il faut citer les modèles de pistolets d'arçon du même calibre lisse de 69 (1733-1763-1766-1777-1801-1805-1822) et les pistolets réglementaires de la Maréchaussée modèle 1770 et 1801, d'un calibre de 15,20 mm et d'une longueur de 243 mm que l'on peut voir  au musée de l'Ardenne (Charleville-Mézières). Toutes ces armes recourent à des platines à silex, les nouvelles platines à percussion ne seront généralisées qu'à partir de 1840 dans d'autres fabriques, notamment les manufactures de Saint-Étienne, de Tulle et de Châtellerault.

## Les implantations
À Charleville même étaient effectués le montage des fusils et leur mise à l'épreuve.
À Nouzon, les ateliers de production étaient installés au fond de la vallée de la Goutelle dans les Ardennes. Ils mettaient à profit la force hydraulique du cours d'eau. Le site était entouré d'une enceinte et était spécialisé dans la fabrication des canons de fusil. En 1837, ces ateliers ont été revendus au maître de forges Jean-Nicolas Gendarme.
Au Moulin Leblanc, situé à l'époque dans la commune de Mohon (aujourd'hui fusionnée avec Charleville-Mézières), un moulin avait été transformé en forge, exploitant le courant de la Vence. Le site avait été racheté également par Jean-Nicolas Gendarme, dès 1836.
La platinerie et la garniture du canon étaient assurées en sous-traitance par des artisans habitant différents bourg de la Vallée de la Meuse.